# EFCAB3
EFCAB3 (англ. EF-hand calcium binding domain 3) – білок, який кодується однойменним геном, розташованим у людей на 17-й хромосомі. Довжина поліпептидного ланцюга білка становить 438 амінокислот, а молекулярна маса — 50 147.
| 10         |  | 20         |  | 30         |  | 40         |  | 50         |
| ---------- |  | ---------- |  | ---------- |  | ---------- |  | ---------- |
| MAVSEIKPKL |  | KLNPLTKVPI |  | SHNKRDRDLP |  | GSLQCQLQHK |  | EKKLSASQMA |
| AFQDAYNFFY |  | KDKTGCIDFH |  | GLMCTVAKLG |  | MNLTKHDVYN |  | ELKCADIDRD |
| GKVNFSDFIK |  | VLTDKNLFLK |  | AVVPEKETCL |  | DLAGNPGILL |  | FEILSRLLET |
| SALPRKSIIE |  | IVSYFQRKFQ |  | HTGPGMLWSP |  | YTMGYGKRTL |  | KPDICTPPSS |
| SMAAFANAAR |  | IAIMKEKDLF |  | KFLEELKRCN |  | SGSDSPYSKI |  | PIFPLFPNVD |
| GVVMGKPFKD |  | MQKLEMLRIK |  | EPLHFFEDYF |  | FHKRDWKTQA |  | ANIKSMDPAS |
| GYSNNIFTID |  | QMLKKKQTCT |  | VADATAIKQH |  | VKRATDTYNL |  | GIALEHRKEM |
| LNLWQKIRGD |  | LIGMDSRNES |  | FYDTFSTYTW |  | SWNVCQELLS |  | PKDLRLYDAY |
| VNRNSSHNSR |  | SSSSSDTSEC |  | YTDSGRKRKR |  | KGLKGFQQ   |  |            |

A: Аланін

C: Цистеїн

D: Аспарагінова кислота

E: Глутамінова кислота

F: Фенілаланін

G: Гліцин

H: Гістидин

I: Ізолейцин

K: Лізин

L: Лейцин

M: Метіонін

N: Аспарагін

P: Пролін

Q: Глутамін

R: Аргінін

S: Серин

T: Треонін

V: Валін

W: Триптофан

Кодований геном білок за функцією належить до фосфопротеїнів. 
Задіяний у такому біологічному процесі, як альтернативний сплайсинг. 
Білок має сайт для зв'язування з іонами металів, іоном кальцію. 